# Comuna Dimitrie Cantemir, Vaslui
Dimitrie Cantemir (în trecut, Hurdugi) este o comună în județul Vaslui, Moldova, România, formată din satele Grumezoaia, Gușiței, Hurdugi (reședința), Plotonești și Urlați.

## Istorie
La sfârșitul secolului al XIX-lea, pe teritoriul actual al comunei funcționau comunele Grumezoaia și  Gușiței, care făceau parte din plasa Mijlocul din județului Fălciu, iar Hurdugi și Urlați făceau parte din plasa Crasna din același județ.
Comuna Grumezoaia făcea parte din plasa Mijlocul al județului Fălciu și era formată doar din satul cu același nume. În comună funcționau două biserici și o școală mixtă cu 50 de elevi, având o populație totală de 1383 de locuitori. 
Comuna Gușiței făcea parte din aceiași plasă și avea aceiași componență. În comună funcționa o biserică înființată în anul 1820, având o populație de 460 de locuitori. 
Comuna Hurdugi făcea parte din plasa Crasna al aceluiași județ și era formată din satele Hurdugi-Boeresci și Hurdugi-Rezeși, având o populație de 740 de locuitori. În comună funcționau două mori cu apă, o școală mixtă cu 40 de elevi și două biserici. 
Comuna Urlați făcea parte tot din aceiași plasă și era formată din satele Fundu-Elanului, Plotonești și Urlați. În comună funcționa o biserică și avea o populație de 699 de locuitori. 
Anuarul Socec din 1925 consemnează comuna Grumezoaia, în plasa Oltenești din același județ cu satele Urlați, Plotonești și Grumezoaia, și având o populație de 1976 de locuitori. Comuna Hurdugi făcea parte din plasa Fălciu a aceluiași județ și avea în componență satele Gușiței și Hurdugi, cu o populație de 1200 de locuitori.
În anul 1950, comuna a trecut în administrația raionului Fălciu din regiunea Bârlad. În anul 1956, când regiunea Bârlad a fost dizolvată, comuna a trecut în administrația regiunii Iași, în raionul Huși.
În anul 1968, a fost transferată la județul Vaslui, în structura actuală, primind numele de Hurdugi, la fel ca și actuala reședință a comunei. În anul 1989, comuna a primit numele de Dimitrie Cantemir, reședința comunei rămânând în satul Hurdugi.

## Demografie
Componența etnică a comunei Dimitrie Cantemir
     Români (94,09%)
     Alte etnii (5,91%)
Componența confesională a comunei Dimitrie Cantemir
     Ortodocși (93,63%)
     Alte religii (0,32%)
     Necunoscută (6,05%)
Conform recensământului efectuat în 2021, populația comunei Dimitrie Cantemir se ridică la 2.198 de locuitori, în scădere față de recensământul anterior din 2011, când fuseseră înregistrați 2.676 de locuitori. Majoritatea locuitorilor sunt români (94,09%). Din punct de vedere confesional, majoritatea locuitorilor sunt ortodocși (93,63%), iar pentru 6,05% nu se cunoaște apartenența confesională.

## Politică și administrație
Comuna Dimitrie Cantemir este administrată de un primar și un consiliu local compus din 11 consilieri. Primarul, Mihai Acsinte[*], de la Partidul Național Liberal, este în funcție din octombrie 2020. Începând cu alegerile locale din 2024, consiliul local are următoarea componență pe partide politice:
|  | Partid                          | Consilieri | Componența Consiliului | Componența Consiliului | Componența Consiliului | Componența Consiliului | Componența Consiliului |
|  | ------------------------------- | ---------- | ---------------------- | ---------------------- | ---------------------- | ---------------------- | ---------------------- |
|  | Partidul Național Liberal       | 5          |                        |                        |                        |                        |                        |
|  | Partidul Social Democrat        | 5          |                        |                        |                        |                        |                        |
|  | Alianța pentru Unirea Românilor | 1          |                        |                        |                        |                        |                        |